# Alimi Ballard
 (mai 2024).
Si vous disposez d'ouvrages ou d'articles de référence ou si vous connaissez des sites web de qualité traitant du thème abordé ici, merci de compléter l'article en donnant les références utiles à sa vérifiabilité et en les liant à la section « Notes et références ».
Alimi Ballard est un acteur américain né le 17 octobre 1977 dans le Bronx à New York.
Après ses premiers pas sur scène, Alimi débute à la télévision en 1993 avec un rôle régulier pendant 3 saisons dans le soap Amoureusement vôtre, puis dans son spin-off The City.
Après la fin de la série en 2010, il multiplie les apparitions dans des séries comme NCIS et Bones  à chaque fois dans le rôle d'un agent fédéral.
Depuis 2013, il joue le lieutenant Kevin Crawford dans la série télévisée Les Experts où il interprète le rôle de façon récurrente ( 14 épisodes).

## Filmographie

### Cinéma
- 1998 : Deep Impact : Bobby Rhue
- 2000 : Les Chemins de la dignité (Men of Honor) : Coke
- 2001 : Automatic : David Blake
- 2002 : Before Now : Jay
- 2003 : Studio City : Leonard Alworth
- 2011 : Fast and Furious 5 : Agent spécial Fusco
- 2019 : Kill Chain : Royce

### Télévision
- 1993 - 1995 : Amoureusement vôtre (Loving) : Frank 'Frankie' Hubbard
- 1995 - 1996 : The City : Frank 'Frankie' Hubbard
- 1997 : Arsenio : Matthew
- 1997 - 1998 : Sabrina, l'apprentie sorcière (Sabrina, the Teenage Witch) : Examinateur Albert
- 2000 : Little Richard
- 2000 - 2001 : Dark Angel (Dark Angel) : Herbal Thought
- 2004 - 2010 : Numb3rs : Agent du FBI David Sinclair (saisons 1 à 6)
- 2011 : NCIS : Enquêtes spéciales : Agent spécial Gayne Levin (saison 8, épisodes 23 et 24)
- 2013 : Bones : Agent du FBI Walters (saison 8, épisode 24)
- 2013 : Les Experts : Lieutenant Kevin Crawford (saison 13 épisodes 9, 14, 15 et 18 ,saison 14 épisodes 4, 15 et 16 et saison 15 épisodes 2,4,10,11,13 et 16)
- 2014 : Scorpion : le copilote de l'avion (saison 1, épisode 1)
- 2016 : Catch : Alimi Ballard (VF : Jérôme Rebbot) : Reginald « Reggie » Lennox III (saison 1)
- 2025 : New York, police judiciaire : Ron Delahunt (saison 24, épisode 9)